# Jakub (Stamati)

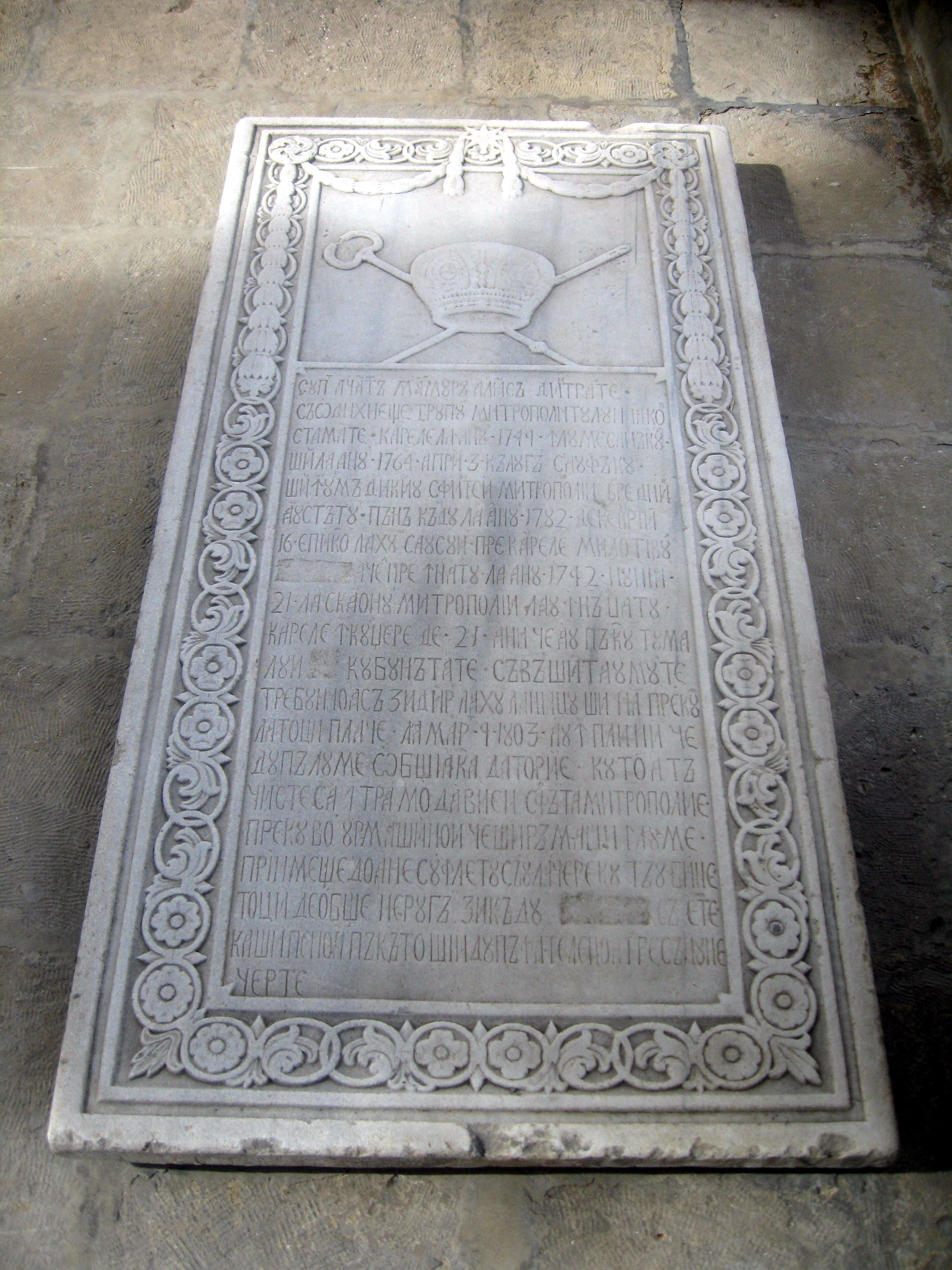
Nagrobek metropolity Jakuba na terenie soboru św. Jerzego w Jassach

Jakub, prawdopodobne imię świeckie Ioan Stamati-Strămătura, zwany Jakubem z Neamț (rum. Iacob Nemțeanul; ur. 24 czerwca 1749 w Bistrițy, zm. 11/12 marca 1803 w Jassach) – rumuński biskup prawosławny, w latach 1792–1803 metropolita Mołdawii.

## Życiorys
O jego pochodzeniu niewiele wiadomo. Najprawdopodobniej pochodził z ubogiej rodziny chłopskiej z Siedmiogrodu; jego ojciec nosił imię Alexandru, dane matki nie są znane. W wieku jedenastu lat przyszły metropolita wstąpił do monasteru Neamț w Mołdawii. 3 kwietnia 1764 został postrzyżony na mnicha, przyjmując imię zakonne Jakub. W monasterze nauczył się czytać i pisać od lepiej wykształconego mnicha. Krótko po postrzyżynach powierzono mu funkcję ekonoma klasztoru, liczącego w tym czasie ok. 500 mnichów. Następnie na polecenie metropolity mołdawskiego Gabriela przeniósł się do Jass jako administrator dóbr metropolitalnych. Zachęcany przez Gabriela, kontynuował swoją edukację.
W 1782 został wyświęcony na biskupa Huși i pozostał na tej katedrze przez dziesięć lat. Doprowadził do odnowy i rozkwitu podupadłej eparchii, rozwijając działalność duszpasterską, oświatową i kulturalną, otwierając nowe cerkwie, odnawiając i organizując szkoły, wspierając uczniów. W 1792 mianowano go metropolitą Mołdawii. Jako zwierzchnik Cerkwi prawosławnej w Hospodarstwie Mołdawskim kontynuował dotychczasową działalność, przyczyniając się do rozwoju rumuńskiej kultury. Był wpływową postacią na dworze kolejnych hospodarów, którzy nie podejmowali decyzji bez porozumienia z bojarami i z metropolitą. W Jassach rozpoczął budowę nowej rezydencji metropolitalnej oraz prywatnej cerkwi Wszystkich Świętych, odremontował również cerkwie św. Jerzego i Spotkania Pańskiego położone w pobliżu siedziby hierarchów.  Otworzył liczne nowe szkoły cerkiewne. Wspierał drukarstwo; wydał w Jassach Ewangeliarz, Trebnik i Psałterz (1794), Apostoła (1795) i inne księgi liturgiczne oraz teologiczne, a także przeznaczone dla szkół „Arytmetykę” i „Geografię mołdawską” biskupa chocimskiego Amfilochiusza.
Na urzędzie pozostał do śmierci w 1803. Został pochowany na terenie soboru katedralnego św. Jerzego. Następcą Jakuba na katedrze został jego uczeń duchowy Beniamin (Costachi).